# Jeżycha (obwód kirowski)
Jeżycha (ros. Ежиха) – osiedle przy stacji w Rosji, w obwodzie kirowskim, w rejonie kotielnickim. W 2010 liczyło 508 mieszkańców.